# Travis Hyman
Travis Hyman (Annapolis, 12 luglio 1987) è un ex cestista statunitense.

## Carriera
Hyman cresce alla Old Mill High School di Millersville, Maryland.
I primi due anni della sua carriera collegiale sono all'Ann Arundel Community College di Arnold, Maryland mentre per gli anni da junior e da senior passa alla Bowie State University, dove esce nel 2012 con una media di 10,1 punti, 8,3 rimbalzi e 2,9 stoppate nell'ultimo anno giocato con i Bulldogs nella seconda divisione dell'NCAA.
Uscito dal college, firma il primo contratto da professionista in Israele, con l'Hapoel Gilboa Galil Elyon.
Nel novembre 2012 viene scelto al Draft della D-League alla ventiduesima chiamata dai Tulsa 66ers.
Nel 2013 viene acquistato in una trade dai Los Angeles D-Fenders dove gioca per le successive due stagioni di D-League.
Partecipa alla NBA Summer League 2013 con la maglia dei Los Angeles Lakers.
Al termine della Summer League si trasferisce in Malaysia dove gioca con i KL Dragons per poi trasferirsi nella Repubblica Dominicana ai Titanes de Licey.
Nell'estate 2014 partecipa alla Summer League con il team della D-League.
L'8 settembre 2014 firma un contratto annuale con la Vanoli Cremona, salvo poi rescindere a ottobre dello stesso anno.